# AC Avignonnais
Avenir Club Avignonnais, cunoscut pur și simplu drept Avignon, este un club de fotbal cu sediul în orașul Avignon, Franța. Clubul a concurat o singură dată în Ligue 1, în sezonul 1975–76.